# 街/溺愛ロジック
『街／溺愛ロジック』（まち / できあいロジック）は、堂本剛の1枚目のシングル。2002年5月29日に発売。発売元はジャニーズ・エンタテイメント。

## 解説
KinKi Kidsの堂本剛のソロデビュー作であり、全曲堂本自身が作詞・作曲・プロデュースを担当した。初回盤として「白バージョン」と「黒バージョン」、そして通常盤の3種類のジャケットが発売された。初回盤にのみカップリング曲「僕が言う優しさとか…」が収録されている。
「街」は、故郷から新しい土地へ、そして新しい土地から故郷の自分を思って歌ったストレートなロックバラード曲。自身が主演するTBS系テレビドラマ『夢のカリフォルニア』の番組プロデューサーらと打ち合わせした際に、趣味の話で盛り上がったことから主題歌を引き受けることが決定。4曲の候補の中から「街」が選ばれた。作詞や作曲、そして歌だけでなくバック演奏のギターパートもリードソロ部分を含めて担当するなど1人4役を手掛けている。当初は発売未定とされ、番組用に1コーラス分だけ録音されていたが、2002年4月12日に第1話が放送された直後から、CD化を望むファンの電話やメールが連日平均60から70件TBSに寄せられるだけでなく、全国のレコード店にも1日300件の問い合わせがあるなど反響を呼び、発売が決定した。
2022年9月16日、ENDRECHERI名義でYouTubeチャンネル『THE FIRST TAKE』（第245回）に初出演し、ピアノとの編成で「街」を披露した。
2024年に公開された堂本主演の映画『まる』の主題歌に、再レコーディングした「街（movie ver.）」が起用された。
2024年12月11日、.ENDRECHERI.名義で「街」のリアレンジバージョン「Machi....」をSony Music Labelsより配信リリースし、iTunes総合チャートでは1位も獲得した。楽曲は今まで応援してくれた全ての人、そしてこれからも応援してくれる人にありがとうの気持ちを贈り、新しい環境になった今の自分へ、昔の自分からのエールソングとして「街」をリアレンジしたもの。ジャケットアートワークには堂本自身が撮影した花束の写真が使用されている。リリース日の12月11日午後9時からは配信を記念したTikTok LIVEを開催。
イラストレーターの小川泉がアニメーションを手掛けたlyric videoが12月24日にYouTubeで公開され、同日にフリー生配信とファンクラブ限定生配信も行われた。

## 収録曲
1. 街
作詞・作曲：堂本剛　編曲：新川博
TBS系金曜ドラマ『夢のカリフォルニア』主題歌[12]
2. 溺愛ロジック
作詞・作曲：堂本剛　編曲：白井良明
3. 僕が言う優しさとか…
作詞・作曲：堂本剛　編曲：林部直樹・堂本剛

## チャート成績
オリコン週間シングルランキングにおいて初週16.3万枚を売り上げ首位を獲得し、27.2万枚のセールスを記録した。

## 楽曲の収録アルバム
- 『ROSSO E AZZURRO』 (#1,2)
  - #2は「New Mix」として収録。
- 『カバ』 (#1)
  - セルフカバー版として収録。